# Омилення

Омилення тригліцеридів (ліворуч) з гідроксидом натрію з отриманням мила і гліцерину (праворуч).

Оми́лення (англ. saponification) — гідроліз естеру з утворенням спирту і кислоти (або її солі, коли для омилення беруть розчин лугу):
R−CO−OR' + НОН → R−COOH + R'−ОН
У промисловості шляхом омилення жирів і олій отримують гліцерин, жирні карбонові кислоти та їхні солі, так звані «мила» (звідси назва). Також омиленням часто називають гідроліз нітрилів, амідів та інших похідних кислот.